# Netherthong
Netherthong är en by i civil parish Holme Valley, i distriktet Kirklees, i grevskapet West Yorkshire, i England. Byn är belägen 7 km från Huddersfield. Netherthong var en civil parish 1866–1921 när blev den en del av Holmefirth. Civil parish hade 867 invånare år 1911. Netherthong var ett distrikt 1894–1912.